# Саарелма, Томи
Томи Тапани Саарелма (фин. Tomi Tapani Saarelma; 30 ноября 1988, Холлола) — финский футболист, полузащитник.

## Биография
Начал заниматься футболом в городе Лахти в клубах «Рейпас» и «Лахти». В 16-летнем возрасте был приглашён в академию лондонского «Челси» и подписал двухлетний контракт. Финалист международного юношеского турнира «Молочный кубок» в 2005 году, в финале «Челси» уступил «Барселоне». Спустя два года тренеры «Челси» отчислили игрока, так как сочли, что из-за слабых физических параметров он не сможет заиграть в английском футболе.
На взрослом уровне начал играть в 2007 году за «Ракуунат» в третьем дивизионе Финляндии. В 2008 году перешёл в «КооТееПее» (Котка) и стал одним из основных игроков, сыграв 22 матча и забив 2 гола в высшем дивизионе. В начале 2009 года перешёл в клуб региональной лиги Германии «Клеве», но там сыграл лишь один неполный матч.
В июле 2009 года перешёл в таллинскую «Левадию», где поначалу стал основным игроком. За неполный сезон забил 4 гола в 15 матчах и стал со своим клубом чемпионом Эстонии. На следующий год потерял место в составе, сыграв только 4 матча в высшей лиге, а большую часть сезона провёл в резервной команде в первой лиге. Стал вице-чемпионом и обладателем Кубка Эстонии 2010 года. В составе «Левадии» сыграл 3 матча в еврокубках.
С начала 2010-х годов много времени провёл в клубах низших дивизионов Швейцарии, в том числе выступал за «Баден», «Делемон», «Олд Бойз» (Базель), «Юнайтед Цюрих», «Муттенц».
Несколько раз возвращался на родину в клубы высшего дивизиона, но не мог в них закрепиться. В составе «Лахти» в 2014 году сыграл 2 матча в чемпионате, за «КТП» в 2015 году выступал только в Кубке лиги, а за «ТПС» в 2018 году не сыграл ни одного матча. Также играл во втором дивизионе за «МюПа» и в третьем — за резервную команду «Лахти».
Кроме того, во второй половине 2015 года выступал в высшем дивизионе Ирландии за «Голуэй Юнайтед», провёл 5 матчей.
Вызывался в сборные Финляндии младших возрастов.

## Достижения
- Чемпион Эстонии: 2009
- Серебряный призёр чемпионата Эстонии: 2010
- Обладатель Кубка Эстонии: 2009/10